# 朶思大王
朶思 大王（だし だいおう）は、中国の通俗歴史小説『三国志演義』に登場する架空の人物。禿竜洞（とくりょうどう）という洞窟の主という設定。南蛮一の知恵者の異名を持つ。
蜀軍の諸葛亮に連敗を喫していた南蛮王孟獲は、五度目の抵抗に際して、弟の孟優の紹介により禿竜洞の朶思大王へ救援を求める。朶思大王は、禿竜洞への道の四ヶ所に配置された毒の泉が蜀軍の進路を阻むだろうと孟獲に言った。この毒の泉による策略は蜀軍を苦しめるが、諸葛亮は孟獲の兄である孟節の手助けにより打ち破った。
その後、朶思大王は孟獲と共に楊鋒の裏切りにより囚われの身となるが、すぐに孟獲と共に解放される。
朶思大王はその後も孟獲と行動を共にし、孟獲が銀坑洞に拠って精兵を集め、妻の弟の帯来洞主の勧めにより木鹿大王に援軍を求めに行く間、前線の三江城の守備を任される。趙雲、魏延の軍と交戦するが、毒矢攻撃により撃退する、乱戦の中討ち取られる。